# Capfun
Capfun is een Frans bedrijf dat vakantieparken met stacaravans exploiteert. 
In 1992 nam IT-ondernemer Pierre Houé een vakantieverhuurbedrijf genaamd France Location over, dat 250 vakantieappartementen beheerde. Tegen 2000 had FranceLoc er 2500 in beheer. Vanaf 2001 is het zich gaan inkopen in campings, wat na verloop van tijd de focus werd. Sinds 2016 heet het bedrijf 'Capfun'.

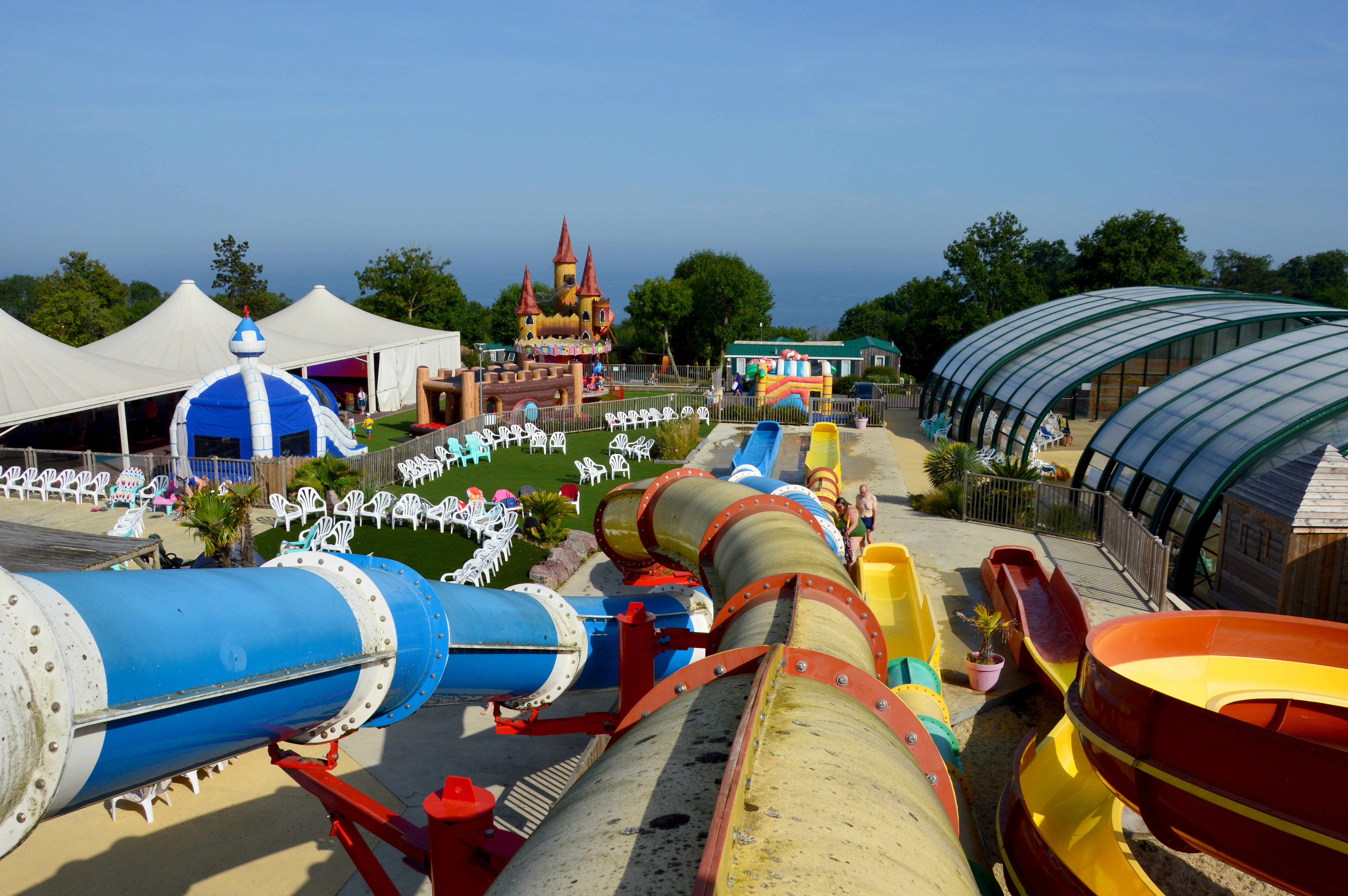
Zicht over het zwemcomplex en de speeltuin van een Capfun-camping in Normandië.

In 2021 telde Capfun 148 campings; 184 in 2023; voornamelijk in Frankrijk, maar ook in Nederland, België, het Verenigd Koninkrijk, Spanje en Italië. In Frankrijk is Capfun de grootste of tweede grootste concern in de sector van stacaravanparken, samen met European Camping Group (ECG). De overname van kampeerterreinen door grote bedrijven als Capfun, Europarcs of Roompot, die er "chaletparken met waterpret" van maken, stootte in Nederland al meermaals op weerstand van campingbewoners. De overnames door Capfun maken deel uit van een concentratiebeweging in de hele sector, waarbij grote aanbieders het merendeel van de markt in handen hebben gekregen.
De hoofdzetel is gevestigd in Mouans-Sartoux. De firma telt tussen de 50 en 99 eigen werknemers; de meeste vakantieparken worden in franchise geëxploiteerd. Behalve vakantieparken heeft de firma enkele vakantieappartementen in eigendom. Oprichter Pierre Houé is voorzitter.